# Пельтефил
Пельтефил (лат. Peltephilus ferox, от др.-греч. πέλτη «кожаный щит» и φίλος «любитель», лат. ferox «свирепый») — род вымерших неполнозубых из семейства броненосцевых. Эти животные достигали размеров собаки и обитали на равнинах Южной Америки (в Аргентине, Боливии и Чили) со времён олигоцена по ранний/средний миоцен (примерно 25—20 миллионов лет назад). Жил он в основном в эпоху безраздельного доминирования фороракоса.
Щитки, располагавшиеся на его голове, были столь развиты, что образовывали рога, защищающие его глаза. Вероятно, они были половой характеристикой (то есть у кого из самцов рога были длиннее, тот мог спариться с бо́льшим количеством самок). Это было единственное ископаемое норное животное с рогами (наряду с так называемым «рогатым сурком», или Ceratogaulus, обитавшим в Северной Америке). Среди отличительных особенностей пельтефила можно также выделить большие когти на конечностях, венчавшие его короткие ноги. Они были идеально приспособлены для рытья, особенно для разрывания муравейников и колоний термитов.
Традиционно пельтефил считался плотоядным животным, на что палеонтологов натолкнули его большие треугольные зубы. Однако в 1997 году палеонтологи Вискайно и Фарина первыми стали утверждать, что он был растительноядным существом.
Длина пельтефила составляла около полутора метров. Весил он 68—90 кг. Несмотря на свои размеры, он не имел никакого отношения к появившимся на несколько миллионов лет позже глиптодонтам и дедикурусом.